# Горохолин Лес
Горохолин Лес (укр. Горохолин Ліс) — село в Богородчанской поселковой общине Ивано-Франковского района Ивано-Франковской области Украины.
Население по переписи 2001 года составляло 663 человека. Занимает площадь 16 км². Почтовый индекс — 77761. Телефонный код — 03471.